# پیتر اوئن جونز
پیتر اوئن جونز (Peter Owen-Jones) (زاده ۱۹۵۷ در لندن جنوبی، انگلستان) کشیش انجلیکن بریتانیایی، دین پژوه و مستندساز و مجری تلویزیون است. برنامه دور دنیا در ۸۰ دین که در فارسی به نام آیین‌ها ترجمه شده‌است در تلویزیون بی‌بی‌سی از برنامه‌های مشهور او است. در این برنامه او زندگی عادی را رها کرده و به مدت یک سال به استرالیا و جزایر اقیانوس آرام، خاور دور، شبه جزیره هند، خاورمیانه، اروپا، آفریقا، آمریکای شمالی و آمریکای لاتین سفر کرد تا دربارهٔ مراسم دینی این مناطق تحقیق کند و خود نیز در مراسم آنها شرکت می‌کند.

## فیلم شناسی
- In Search of England's Green and Pleasant Land (در جستجوی سرزمین سبز و خرم انگلستان) برای بی‌بی‌سی جنوب
- The Power and the Glory (قدرت و شکوه) برای بی‌بی‌سی چهار
- The Battle for Britain's Soul (نبرد برای روح بریتانیا) تاریخچه مسیحیت در بریتانیا، برای بی‌بی‌سی دو
- The Lost Gospels (اناجیل فراموش شده) مستندی درباره اناجیل باستان برای بی‌بی‌سی چهار
- Extreme Pilgrim (زائر افراطی) که در آن او به عنوان یک راهب بودایی چینی، یک راهب مسیحی و زاهد هندی زندگی کرد، برای بی‌بی‌سی دو
- Around the World in 80 Faiths (دور دنیا در ۸۰ دین یا آیین‌ها) مستندی سفرنامه‌ای درباره مواجهه با دین‌های گوناگون، برای بی‌بی‌سی دو
- How To Live A Simple Life (چگونه ساده زندگی کنیم) مجموعه سه قسمتی که در آن تلاش می‌کند از مصرف‌گرایی و پول دوری کند. برای بی‌بی‌سی دو